# Самарский уезд

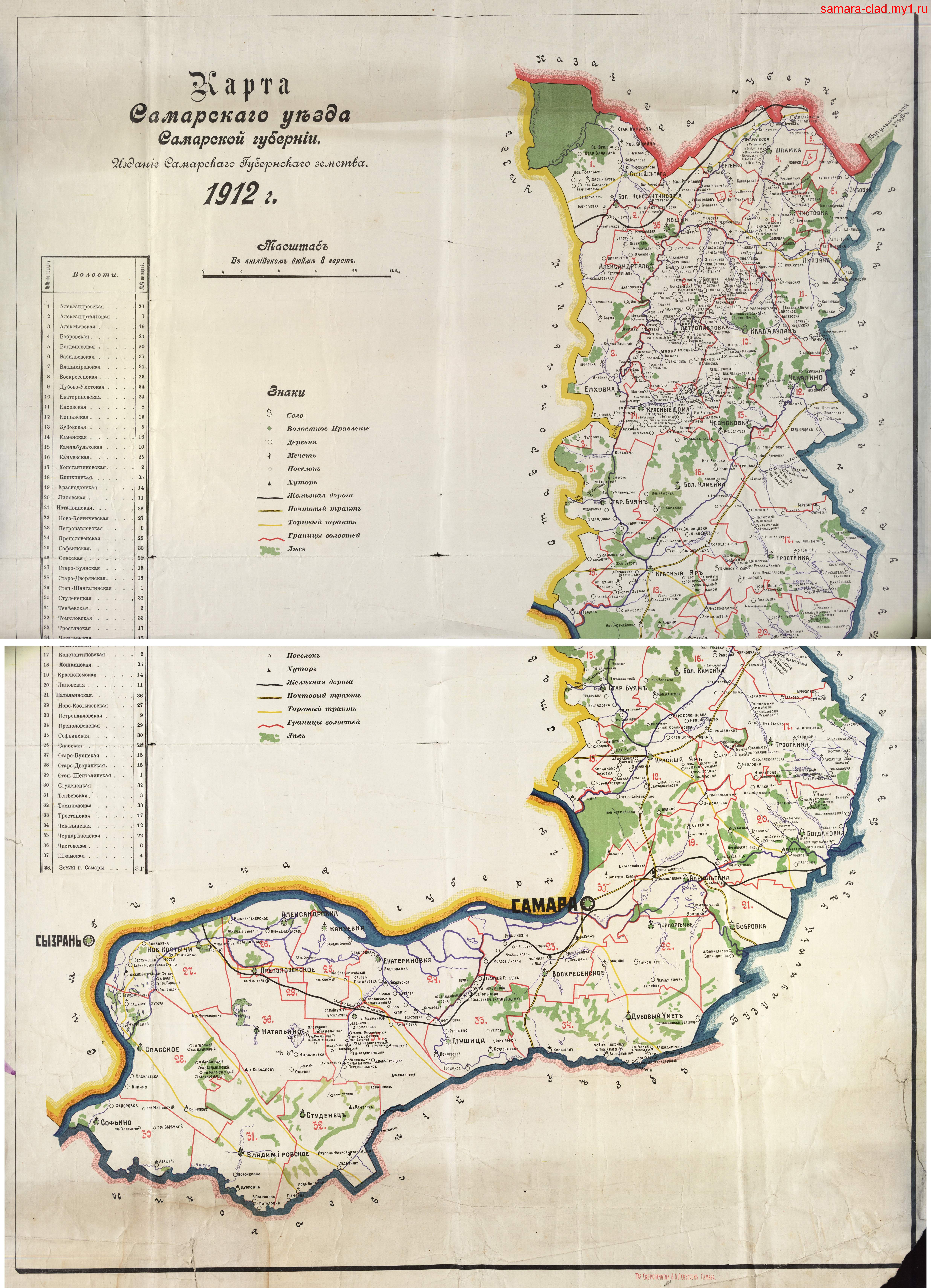
Карта Самарского уезда Самарской губернии. 1912 год

Самарский уезд — административно-территориальная единица в Российской империи и РСФСР, существовавшая в 1780—1928 годах. 
Уездный город — Самара.

## Географическое положение
Уезд располагался в центральной части Самарской губернии, граничил по реке Волге с Симбирской губернией, на севере с Казанской губернией. Площадь уезда составляла в 1897 году 13 155,4 верст² (14 971 км²), в 1926 году — 20 449 км².

## История
Впервые Самарский уезд был создан в 1688 году, когда Самара стала городом, в который вошли близлежащие населённые пункты. [Карта 1736 года - Самарский уезд]
В 1764 году указом Правительствующего сената все Присутственные места штатов канцелярии в Самаре уничтожена, а Самарский уезд было велено приписать к Сызрани, который в том же году и присоединен.
Вновь уезд образован в 1780 году в составе Симбирского наместничества, в результате реформы Екатерины II, из Сызранского, Симбирского, Ставропольского и Казанского уездов .                                                                                                                       
С 1796 года уезд в составе Симбирской губернии.
В 1851 году уезд передан в состав вновь образованной Самарской губернии, с изменениями границ уезда.                                                                                                                                       
25 февраля 1924 года к Самарскому уезду были присоединены Выселская, Никольская, Нижнесанчелеевская, Новобинарадская, Новобуянская, Старобинарадская, Фёдоровская и Ягодинская волости упразднённого Ставропольского уезда, Большемалышевская, Домашкинская, Маломалышевская и Утевская волости Бузулукского уезда, Андросовская, Вязово-Гайская, Дмитриевская, Екатериновская, Каменно-Бродская, Колокольцовская, Криволучье-Ивановская, Мокшанская, Подъём-Мошанская, Самаровская, Суховязовская и Ягодинская волости Пугачёвского уезда.

В 1928 году Самарский уезд был упразднён, его территория вошла в состав Самарского округа Средне-Волжской области.

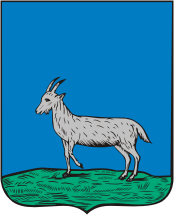
Герб Самары и уезда (1780 г.).
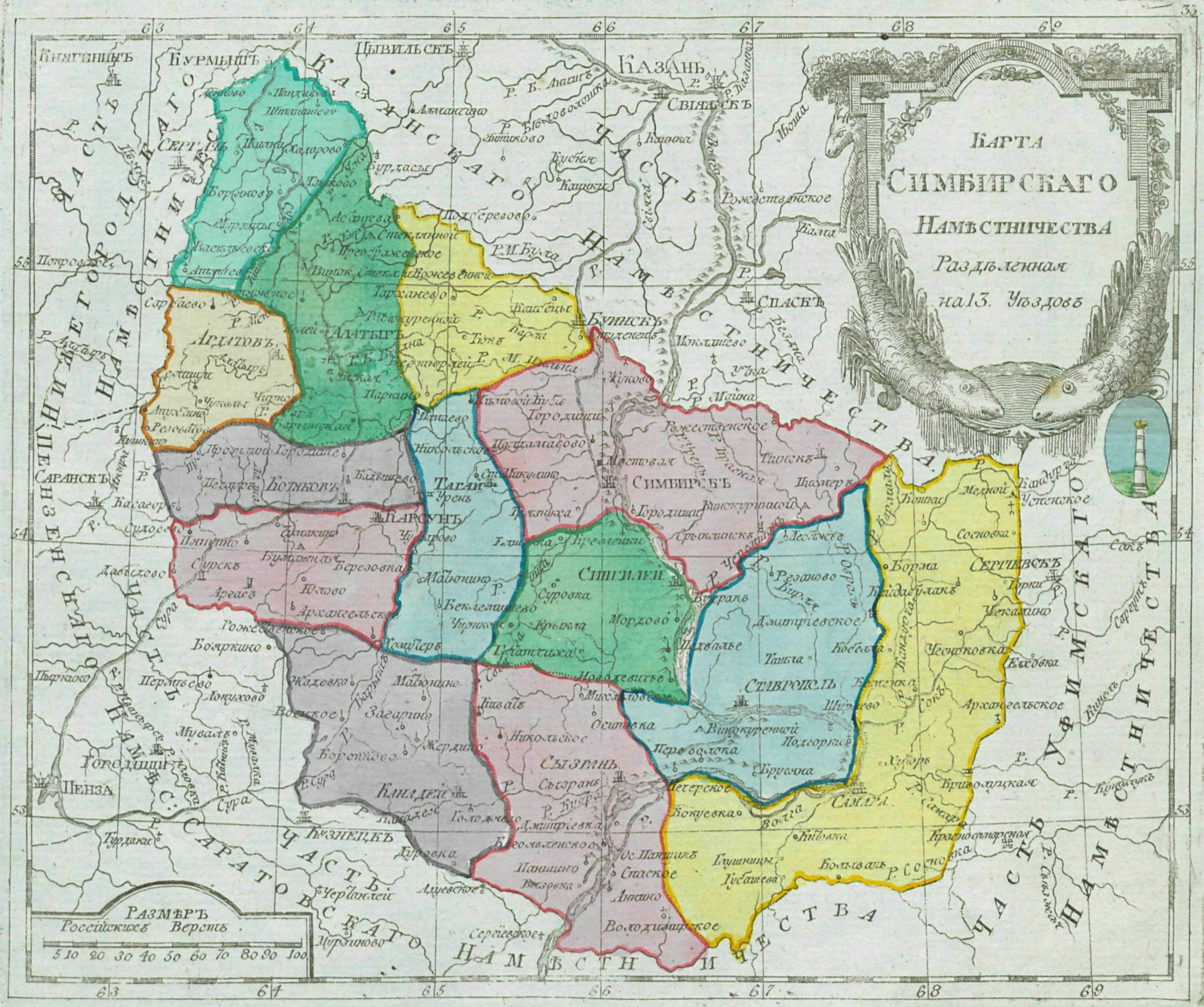
Карта Симбирского наместничества (1792), (Жёлтый цветом - Самарский уезд).
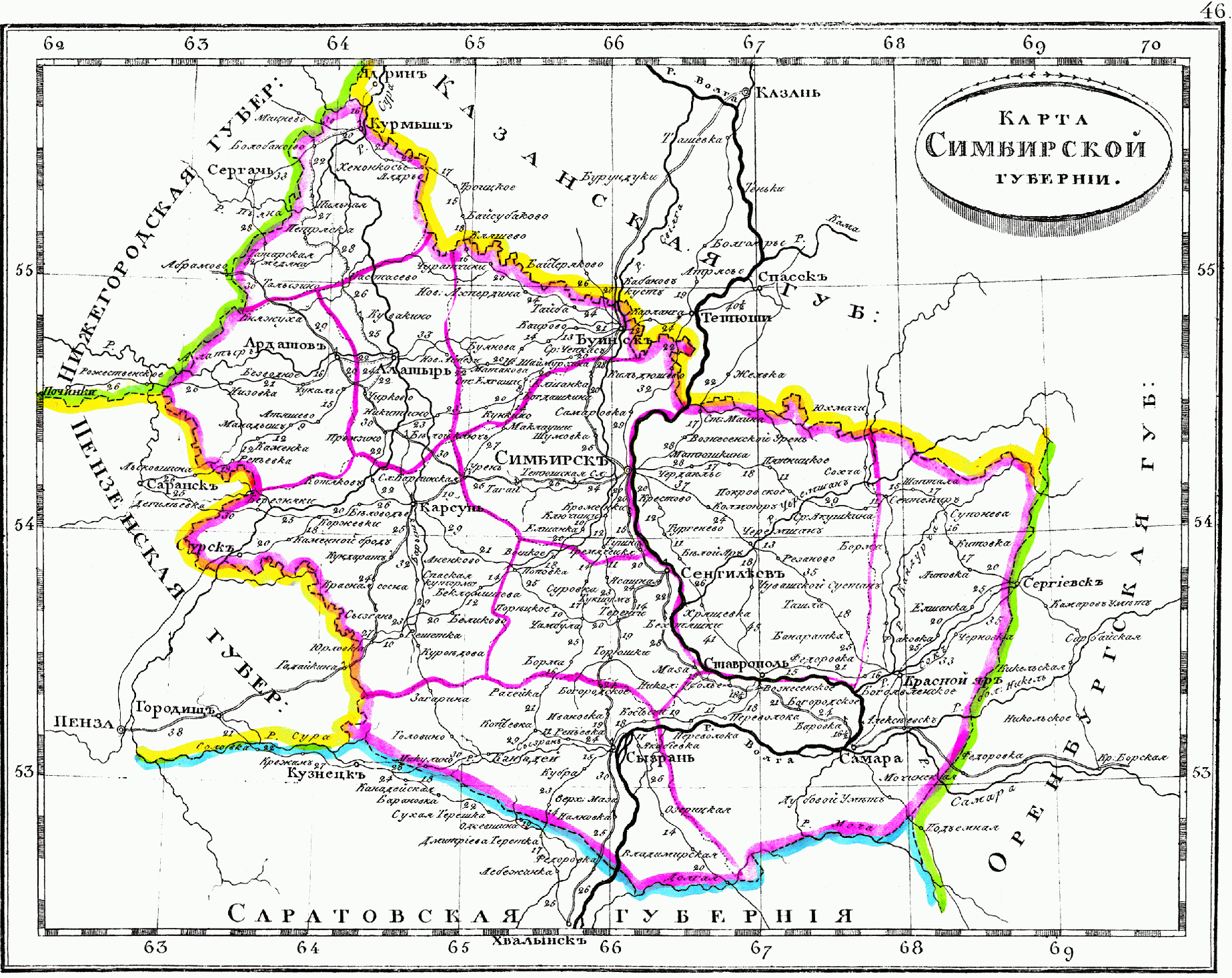
Симбирская губерния на карте 1835 г. с обозначениями уездов.
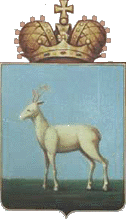
Герб Самары и уезда (1851 г.).

## Население
По данным переписи 1897 года в уезде проживало 357 018 чел. В том числе русские — 83,2 %, мордва — 5,6 %. В Самаре проживало 89 999 чел.
По итогам всесоюзной переписи населения 1926 года население уезда составило 613 995 человек, из них городское — 200 857 человек.

## Административное деление
В 1913 году в уезде было 5 станов и 35 волостей:
- Александровская,
- Александртальская,
- Алексеевская,
- Бобровская,
- Богдановская,
- Владимировская,
- Воскресенская,
- Дубово-Уметская,
- Екатериновская,
- Елховская — с. Елховка,
- Елшанская — с. Чесноковка,
- Зубовская,
- Каменская,
- Кандабулакская,
- Константиновская,
- Краснодомская,
- Кунаевская,
- Липовская,
- Ново-Костычевская,
- Натальинская,
- Петропавловская,
- Преполовенская,
- Софьинская,
- Спасская,
- Старо-Буянская,
- Старо-Дворяновская,
- Степно-Шенталинская,
- Студенецкая,
- Тенеевская,
- Томыловская,
- Тростянская,
- Чекалинская,
- Чернореченская,
- Чистовская,
- Шламская.